# Piaggio P.10
Il Piaggio P.10 era un idroricognitore monomotore a galleggiante centrale con velatura biplana sviluppato dall'azienda italiana Società Rinaldo Piaggio nei primi anni trenta e rimasto allo stadio di prototipo.
Proposto per essere utilizzato nel ruolo di ricognitore marittimo imbarcato catapultabile nelle unità maggiori della Regia Marina, il suo sviluppo venne abbandonato per proporre modelli più idonei ad una specifica emessa nel 1933.

## Storia
Fin dagli anni venti la Regia Marina valutò l'opportunità di dotare alcune delle sue unità di velivoli di supporto. Per ovviare alle difficoltà legate al decollo in condizioni di mare grosso, venne studiato un dispositivo di lancio da integrare nella struttura della nave. Identificate con il nome di catapulte erano costituite da una struttura a traliccio, fissa o brandeggiabile, sulle quali scorreva un carrello di lancio operato ad aria compressa al quale era opportunamente fissato il velivolo ed avevano il compito di accelerarlo in pochi metri facendogli raggiungere una velocità sufficiente per consentirne il sostentamento in aria.
Dopo l'utilizzo di vari idrovolanti, destinati al mercato dell'aviazione civile, il Macchi M.18, o militare, l'idrocaccia a scafo centrale CANT 25 o il più specifico Piaggio P.6 entrato in servizio alla fine del ventennio, la Piaggio decise di sviluppare un nuovo modello. Le difficili condizioni in cui erano costretti ad operare e le continue sollecitazioni alle cellule dei modelli fino allora adottati, che influivano ad accorciarne la vita operativa, unite allo sviluppo tecnologico dell'aviazione del periodo, suggerivano ci fosse la possibilità di ottenere un contratto per la loro sostituzione.
Il proprietario Rinaldo Piaggio affidò il progetto al direttore dell'ufficio tecnico dell'azienda Giovanni Pegna, il quale ripropose l'impostazione generale del P.6, caratterizzato dalla configurazione alare biplana abbinata ad una cellula a tre abitacoli dotata di un grande galleggiante centrale più due galleggianti stabilizzatori posizionati sotto l'ala inferiore, sostituendo l'originale motorizzazione Fiat raffreddata a liquido con il Piaggio P.VI, radiale a 9 cilindri raffreddato ad aria, il britannico Jupiter VI che l'azienda produceva su licenza.
Il Ministero dell'aeronautica, con decreto datato 13 dicembre 1930 e per conto della Regia Aeronautica, approvò il progetto ordinando la fornitura di un prototipo al quale venne assegnata la MM.155.
Dopo il collaudo avvenuto in data 24 giugno 1931, il successivo periodo di prove e valutazioni non convinse le autorità militari ad emettere un contratto di fornitura. Le nuove specifiche emesse dal Ministero nel 1933 che descrivevano un velivolo biposto da impiegare nei ruoli di ricognitore e caccia misero fine alle speranze di avviarne la produzione in serie e costrinsero l'azienda a pianificare due nuovi progetti, il P.18 e P.20.
Nel tentativo di recuperare le spese di sviluppo, nel 1933 la Piaggio ne operò la conversione a velivolo per operazioni da terra. Il modello, identificato come P.10bis, se ne distingueva essenzialmente per l'adozione di un convenzionale carrello d'atterraggio e per la diversa motorizzazione, costituita in questo caso dal radiale Piaggio P.IX RC, in seguito sostituito con un Piaggio P.IX RC2.

## Descrizione tecnica
Il P.10 era un idrovolante a galleggiante centrale di impostazione, per l'epoca, classica; monomotore triposto a velatura biplana.
La fusoliera, realizzata con struttura in legno ricoperta in pannelli di compensato, era caratterizzata dalla presenza di tre abitacoli aperti posizionati in tandem, l'anteriore destinato al pilota collocato davanti alle ali, il centrale, destinato al mitragliere e dotato di arma di difesa brandeggiabile, collocato appena dopo il bordo d'uscita e l'ultimo destinato all'osservatore. Posteriormente terminava in un impennaggio classico monoderiva caratterizzato da un elemento verticale di generose dimensioni.
La configurazione alare era biplana con ala superiore, montata alta a parasole, ed inferiore, montata bassa sulla fusoliera, di ugual apertura, collegate tra loro da una coppia di montanti, uno per lato (ma in una foto se ne può notare un'altra coppia di rinforzo), integrati da tiranti in cavetto d'acciaio.
La capacità di flottaggio e di ammaraggio era assicurata da un grande galleggiante centrale collegato alla parte inferiore della fusoliera da un castello tubolare, integrato da due più piccoli galleggianti equilibratori posizionati sulla superficie inferiore dell'ala più bassa.
La propulsione era affidata ad un motore Piaggio P.VI, un radiale a 9 cilindri raffreddato ad aria in grado di erogare una potenza pari ai 440 CV (324 kW), posizionato all'apice anteriore della fusoliera, dalle foto disponibili o integrato in una struttura dove sporgevano i soli pacchi radianti, o ad un Anello Townend o in una (probabilmente successiva) cappottatura NACA, ed abbinato ad un'elica bipala in legno a passo fisso.
L'armamento in dotazione era un'unica mitragliatrice difensiva calibro 7,7 mm a disposizione del mitragliere centrale montata su supporto brandeggiabile ad anello tipo Scarff.

## Versioni
P.10
versione idrovolante originale equipaggiata con un motore radiale 9 cilindri Piaggio P.VI (derivazione Bristol Jupiter).
P.10bis
conversione del P.10 dotata di un carrello d'atterraggio in luogo della struttura a galleggianti ed  equipaggiata con un motore radiale 9 cilindri Piaggio P.IX (derivazione Gnome-Rhône 9K).

## Utilizzatori
Italia
- Regia Aeronautica

### Galleria d'immagini
- Piaggio P.10 [collegamento interrotto], su CollezionareCartoline.it, http://www.collezionarecartoline.it/home.php. URL consultato il 13 febbraio 2012.